# Scaphoideus graciliplateus
Scaphoideus graciliplateus är en insektsart som beskrevs av Li och Wang 2002. Scaphoideus graciliplateus ingår i släktet Scaphoideus och familjen dvärgstritar. Inga underarter finns listade i Catalogue of Life.